# Zale rosae
Zale rosae är en fjärilsart som beskrevs av Hans Hermann Behr 1870. Zale rosae ingår i släktet Zale och familjen nattflyn. Inga underarter finns listade i Catalogue of Life.